# Mola de Fornells
La Mola de Fornells, cuya traducción al español sería la  Muela de Fornells, está situada en la pedanía de Fornells, perteneciente al término municipal de Mercadal en la isla de Menorca.
La Muela de Fornells tiene unos cuatro kilómetros de longitud en dirección norte-sur y una anchura máxima de unos 3 kilómetros en dirección este-oeste en su parte más ancha.
También se la conoce como la Talaia de Fornells, en español la Atalaya de Fornells, si bien este topónimo hace referencia especialmente a su extremo norte donde La Mola termina en un promontorio de 123 metros de altura sobre un acantilado que cae sobre el mar. 
Debajo en este acantilado en encuentra la Cueva de Na Polida muy apreciada por los submarinistas. En esta cueva, descubierta en 1831 por un pescador local, estalactitas y estalagmitas crean un asombroso juego de formas a lo largo de 300 metros de laberínticas galerías.
Otra cueva situada 600 metros más al este, también a los pies de la Mola de Fornells, recibe el nombre de Cueva de los Ingleses.
La Mola está situada en la orilla este de la bahía de Fornells y solo es accesible bien por el mar bien por tierra por su extremo sur.
Está protegida como espacio natural de Menorca. 
Casi la totalidad de la Mola y las playas que se encuentran en ella son vírgenes.
En el extremo norte de la Mola se encuentran las ruinas de las antigua batería de costa de la Atalaya de Fornells.